# Bernat Glòria i Bosch
Bernat Glòria i Bosch (1691- Barcelona, 1762) fou un fabricant d'indianes i comerciant tèxtil català, considerat l'introductor del cotó americà.

## Biografia
Va néixer en el si d'una família amb tradició d'artesans del vellut, i que a principis del segle XVIII era una de les grans contribuents del país. Després de convertir-se en un dels principals comerciants majoristes de Barcelona, diversificà les seves activitats i a partir del 1740 la seva producció tèxtil va rebre privilegis reials, gaudint de bones relacions amb l'administració borbònica que li van suposar l'obtenció de contractes amb l'Estat.
La fàbrica Gloria es va establir al casal familiar, en un edifici d'origen medieval que la família tenia al barri marítim de la Mercè (vegeu casa Glòria). El 1746 les seves fàbriques ja tenien 112 treballadors, 34 telers i 5 taules d’estampar, iniciant posteriorment l'exportació de teixits a Amèrica.
Va formar una societat amb el seu sogre, el comerciant barceloní Ramón Picó, i tots dos juntament amb Bonaventura de Milans van promoure la fundació de la Companyia de Comerç de Barcelona a Índies, també coneguda com en castellà com a Real Compañía de Comercio de Barcelona a Indias.
El 1738 va ser nomenat Ministre de la Reial Junta de Comerç Marítim i Terrestre de Barcelona, i el 1748 va ser distingit amb el títol de ciutadà honrat de Barcelona. El comerç amb Amèrica li va permetre ser un dels pioners de la introducció del cotó a partir del 1751, disposant d'avantatges fiscals per al transport de cotó en floca. També va invertir en sectors com la indústria naval o el comerç de cereals. Adquirí el senyoriu d'Almacelles a fi d'accedir a reconeixement nobiliari.